# Sorbus rutilans
Sorbus rutilans är en rosväxtart som beskrevs av Mcall.. Sorbus rutilans ingår i släktet oxlar, och familjen rosväxter. Inga underarter finns listade i Catalogue of Life.